# Ragnhild Bågenholm
Ragnhild Elisabeth Bågenholm, född Falberg 7 oktober 1895 i Göteborgs Carl Johans församling, Göteborg, död där 9 maj 1967
, var en svensk tecknare och dessinatör.

## Biografi
Bågenholm föddes 1895 i Göteborg. Hennes far var sjökaptenen Anders Falberg, och hennes mor Jenny Beckman. Hennes far var sjökapten på barkskeppet Gamen. De bodde i en tvårumslägenhet i Majorna, mor och far, Ragnhild och hennes syskon.
Hon genomgick flickskola i Göteborg, innan hon gick Högre konstindustriella skolan i Stockholm. Mellan 1914 och 1917 var hon dessinatör och tecknare för tryck och bokhantverk. 1955 gavs Min barndom i Majorna ut, en självbiografisk uppväxtskildring av att ha vuxit upp i Majorna, Göteborg. I verket skildrar hon originella människor i Majorna, ett liv fullt av lekar och utflykter. Den är skriven på göteborgska, med en efterföljande ordlista. Boken var tillkommen efter en mångårig vistelse utomlands, och är en kärleksförklaring till staden.
Hon var gift med Gösta Bågenholm, lantbruksråd och lantbruksattaché i Berlin.